# ヨハネス・ストレイダム
ヨハネス・ゲルハルダス・“ハンス”・ストレイダム（アフリカーンス語: Johannes Gerhardus "Hans" Strijdom、1893年7月15日 - 1958年8月24日）は、南アフリカ共和国の政治家。1954年11月30日から死亡する1958年8月24日まで南アフリカ連邦の首相の地位にあり、アパルトヘイトを推進した。

## 生涯

### 青年期まで
1893年7月15日、ケープ植民地（現東ケープ州）のクリップフォンテーンで農場主の息子として生まれ、法律家となるためにヴィクトリア・カレッジ（現ステレンボッシュ大学）へと進学し、さらにプレトリア大学へと進んだ 。学業を修了すると、ストレイダムは北トランスヴァールのニルストルームへと植民し、やがてこの地域のアフリカーナーのリーダーとなっていった。

### 政治の世界へ
1929年、ストレイダムはウォーターバーグ選挙区からジェームズ・ヘルツォーク率いる国民党から出馬し、当選して国会議員となった。1932年、大恐慌への対策を目的として国民党とヤン・スマッツの南アフリカ党が合併し連合党が成立すると、これに不満を持ったダニエル・マランが純正国民党を結成して連合党を離脱し、ストレイダムもこれに参加した 。ストレイダムはスマッツのイギリス友好路線に不満を持ち、南アフリカを共和制にする案を持っていたが、これは彼の死後の1961年まで実現しなかった。

### 大臣から首相に
1948年に国民党が政権をとると、マラン首相のもとでストレイダムは灌漑･農業大臣となった。1954年11月、マランが健康上の理由により辞意を表明すると、ストレイダムは次期首相への立候補の意志を表明した。マランは大蔵大臣のハベンガを後継者に望んでいたが、共和制論者としてストレイダムは党内でも国民にも人気があり、共和制について微温的な発言しかしなかったマランの人気をしのいでいた。ストレイダムは11月30日に首相に選出された。

### 首相時代
首相としてのストレイダムは大英帝国（イギリス連邦）からの離脱を全力で推し進め、またアパルトヘイトを強化していった。マラン時代からの懸案であったカラードに与えられていた選挙権を剥奪する法案を1956年に可決した。カラードには代わりにカラードの利益代表の白人議員を選出する権利が与えられたが、ストレイダム死後の1970年にはそれも廃止された。1957年には新国旗を制定し、1956年には5年後の1961年からポンドに代えて新通貨ランドを導入することを決定した
。一方でストレイダムはイギリス系とアフリカーナーの協調を目指し、南アフリカの独立性を強める政策をとったため、この時期からは両人種間の反目がかなり和らぎ始めた。
1958年8月24日、ガンによって死亡した。

## 人物
ストレイダムは「北のライオン」とのニックネームで呼ばれ、非常に正直で清廉なことで知られていたが、一方で閉鎖的で頑固なことでも知られていた。彼は女優だったマルグレーテ・ファン・フルステインと結婚したが、その年の内に離婚した。その後、スーザン・デクラークと再婚した。後の大統領、フレデリック・ウィレム・デクラークはスーザンの甥に当たる。スーザンとストレイダムの間には2人の子が生まれた。
南アフリカには彼のモニュメントがいくつか残っている。モディモレ（旧名ニルストルーム）の彼の家は博物館となっている。また、ヒルブロウ・タワーはアパルトヘイト終結まではJGストレイダムタワーという名だった。